# Leti-eilanden
De Leti-eilanden vormen een eilandengroep in Zuidwest-Molukken in Indonesië. De Leti-eilanden zijn bestuurlijk opgedeeld in Kecamatan Leti Moa Lakor, welke alleen het eiland Leti omvat, en Kecamatan Moa Lakor, bestaande uit de eilanden Moa en Lakor. Samen zijn ze onderdeel van het in 2008 ingestelde kabupaten Maluku Barat Daya. in de provincie Maluku. De hoofdplaats van Kabupaten Maluku Barat Daya is in Tiakur op het eiland Moa.
De belangrijkste eilanden zijn Moa, Leti en Lakor. De zetel van het districtshoofd (camat) van Leti Moa Lakor is in Serwaru, aan de noordkant van Leti. De zetel van de camat van Moa Lakor is in Weet op Moa. De eilanden hebben samen een oppervlakte van ongeveer 750 km². Bij de volkstelling van 2010 had Leti 7525 inwoners. Moa en Lakor hadden er samen 9070.
Belangrijkste inkomstenbronnen zijn visserij, veehouderij en met name de verbouw van kokospalm en tabak.
In 2008 is er een locatie vastgesteld voor de aanleg van een luchthaven aan op het eiland Moa. Deze moet uiterlijk in 2013 gereed zijn.